# Буланина, Елена Алексеевна
Елена Алексеевна Буланина (в девичестве Протопопова; 20 мая (1 июня) 1866 (по другим данным, 1876), Москва, Российская империя — 1944 (по другим данным, 1941), Саранск, Мордовская АССР, СССР) — русская и советская поэтесса, педагог.

## Биография
Родилась в семье юриста, коллежского советника Алексея Сергеевича Протопопова, потомка старинного московского дворянского рода. В 1884 году окончила 2-ю московскую гимназию и поступила в Сорбонну, где слушала курс романо-германской литературы. В 1896—1906 годах работала учительницей в Самаре, куда переехала вместе с семьёй из-за перевода по службе отца, затем до 1917 года — в Москве, в гимназиях М. Ф. Калайдович и Ю. К. Деконской. После Октябрьской революции некоторое время служила в московском издательстве «Никитинские субботники».
Интерес к литературе проявился благодаря влиянию её тёти Е. С. Бородиной, жены композитора А. П. Бородина. Встречалась и общалась (в Самаре) с М. Горьким, беседовала с Е. Н. Чириковым, Н. П. Ашешовым, С. С. Гусевым (Слово-Глаголь), В. О. Португаловым.
Несколько строф из стихотворения «Под впечатлением „Чайки“ Чехова» стали популярным романсом: так, в обэриутской драме Д. Хармса «Елизавета Бам» персонаж «Мамаша» поёт первую строку романса.
Сотрудничала с «Самарской газетой», работала в «Русском слове», «Курьере», «Книжках „Недели44“», «Народном благе», «Семье», «Детском чтении», «Юной России», печаталась в альманахе «Сполохи» (кн. 4, М., 1908) и др. Переводила О. Уайльда.